# 张晓柳
张晓柳，湖南人。中华民国国民革命军少将。曾就读于上海大学。1947年第二次国共内战盐城战役时被中国人民解放军俘虏。

## 简介
1924年，就读上海大学期间，加入进步团体中国孤星社，并积极参与中国共产党组织的各类活动，如党校学习。在国立编译馆工作期间，曾参与翻译鸟居龙藏的著作《苗族调查报告》（于1936年4月出版发行）。
第二次国共内战中，任国民革命军第五十一军整编第四师九十旅少将副旅长。1947年12月，在盐城战役(盐南阻击战)中被中国人民解放军俘虏，后被释放。